# Komisař Moulin
Komisař Moulin (ve francouzském originálu Commissaire Moulin) je francouzský kriminální televizní seriál z roku 1976, jehož titulní postavu ztvárnil francouzský herec Yves Rénier, který se na některých dílech z pozdějších řad spolupodílel i režijně. Celkem bylo do roku 2006 natočeno 70 dílů v 8 řadách. Zvláštností tohoto seriálu je to, že každá řada je výrazně odlišná od té předchozí. Seriál ve své první řadě zaznamenal velký úspěch po celé Evropě, v Československu jej vysílala i někdejší Československá televize, Česká televize jej (k březnu 2024) uvádí doposud.
V českém dabingu hlavní postavu komisaře Moulina namluvil Miroslav Moravec.

## Herci v rolích hostů
- Jean-Claude Dauphin (Ricochets, 1976)
- Paul Crauchet (Choc en retour, 1976)
- Tsilla Chelton (Petite hantise, 1977)
- Michel Auclair (Affectation spéciale, 1977)
- Olga Georges-Picot (Fausse note, 1978)
- Lorraine Bracco (Le transfuge, 1980)
- Claude Jade (L'amie d’enfance, 1981)
- Raymond Pellegrin (La bavure, 1981)
- Paul Le Person (Le Patron, 1982)
- Dominique Paturel (Une promenade en fôret, 1982)
- Bruno Pradal (Match nul, 1990)
- Charles Gérard (Bras d’honneur, 1990)
- Dani (Non-assistance à personne en danger, 1992)
- Philippe Leroy (Syndrome de ménace, 1993)
- Viktor Lazlo (Mort d'un officier de police, 1994)
- Jean-Pierre Kalfon (Le récidiviste, 1994)
- Michel Creton (Silence radio, 1998)
- François Dunoyer (Au nom des enfants, 2001)
- Roger Dumas (Un flic sous influence, 2001)
- Anthony Delon (Bandit d’honneur, 2004)
- Christopher Buchholz (Un coupable trop parfait, 2005)
- Johnny Hallyday (Kidnapping, 2005)
- Christian Vadim (Le profil de tueur, 2006)
- Paul Barge (La promesse, 2006)
- Mathieu Carrière (La dernière affaire, 2006)